# Distrito histórico residencial de Fort Payne
El Distrito histórico residencial de Fort Payne es un distrito histórico ubicado en Fort Payne, Alabama, Estados Unidos.

## Historia
El distrito representa los dos principales períodos de crecimiento de Fort Payne: las décadas de 1880 y 1890, impulsadas por los depósitos minerales del área; y desde la década de 1910 hasta la década de 1930, impulsada por el desarrollo de la industria de la calcetería. El área era predominantemente de clase media, lo que significa que solo se construyeron unas pocas casas de estilo reina ana; la mayoría de las casas del período temprano se construyeron en estilos victorianos vernáculos más moderados. La construcción posterior está dominada por american foursquares y craftsman bungalós. El distrito fue incluido en el Registro Nacional de Lugares Históricos en 1988.